# Nowa Sól
Pour les articles homonymes, voir Nowa Sól (homonymie).
Nowa Sól (prononciation : [ˈnɔva ˈsul]) est une ville du powiat de Nowa Sól dans la voïvodie de Lubusz, dans le centre de la Pologne, située le long de l'Oder (polonais : Odra).
Elle est une gmina urbaine et est le siège administratif (chef-lieu) de la gmina de Nowa Sól et du powiat de Nowa Sól.
Elle s'étend sur 21,56 kilomètres carrés.

## Histoire
L'histoire de Nowa Sól remonte au XIVe siècle. Le nom Neusalzberg est mentionné pour la première fois dans des documents de 1585 environ. Ce nom vient des mines de sel dont l'exploitation sera à l'origine de la richesse de la ville jusqu'à la guerre de Trente Ans (1618–1648). Après cela, Nowa Sól regagna lentement sa position en tant que ville de commerce et port fluvial, pour finalement être reconnue comme ville en 1734.
En 1793, la ville est annexée par le Royaume de Prusse. De 1818 à 1945, Neusalz fait partie de l'arrondissement de Freystadt-en-Basse-Silésie dans le district de Liegnitz au sein de la province de Silésie.
Son développement industriel moderne commence au XIXe siècle quand de nouvelles usines (en particulier des manufactures textiles) et des fonderies d'acier furent ouvertes. Au début du XXe siècle, des chantiers navals sur le fleuve et de nouvelles voies ferrées firent de la ville un endroit prospère.
Durant la Seconde Guerre mondiale, Neusalz an der Oder accueille un camp de travail appartenant au camp de concentration de Groß-Rosen.
Après la Seconde Guerre mondiale, avec la mise en œuvre de la ligne Oder-Neisse, la ville intègre la République populaire de Pologne (voir Évolution territoriale de la Pologne).
De 1975 à 1998, la ville appartenait administrativement à la voïvodie de Zielona Góra.

Depuis 1999, elle appartient administrativement à la voïvodie de Lubusz.

## Personnalités liées à la ville
- Christian David Gebauer (de) (1777–1831), peintre
- Gustav A. Schneebeli (en) (1853–1923), homme politique
- Otto Jaekel (1863–1929), paléontologue
- Alfred Saalwächter (1883–1945), amiral
- Seweryn Krajewski (pl) (1947- ), musicien
- Janusz Liberkowski (1953- ), vainqueur de la première saison de American Inventor (en)
- Józef Młynarczyk (1953-), ancien joueur de l'Équipe de Pologne de football
- Bogdan Bojko (pl) (1959- ), homme politique

## Relations internationales

### Jumelages
La ville a signé des jumelages ou des accords de coopération avec :
- Achim (Weser) (Allemagne) ;
- Senftenberg (Allemagne) ;
- Püttlingen (Allemagne) ;
- Fresagrandinaria (Italie) ;
- Veszprém (Hongrie) ;
- Žamberk (Tchéquie) ;
- Saint-Michel-sur-Orge (France).

## Démographie
Données du 30 juin 2004 :
| Description        | Total  | Total  | Femmes | Femmes | Hommes | Hommes |
| ------------------ | ------ | ------ | ------ | ------ | ------ | ------ |
| Unité              | Nombre | %      | Nombre | %      | Nombre | %      |
| Population         | 40616  | 100    | 21 300 | 52,4   | 19 316 | 47,6   |
| Densité (hab./km²) | 1883,9 | 1883,9 | 987,9  | 987,9  | 895,9  | 895,9  |